# Leninorden
Der Leninorden (russisch Орден Ленина Orden Lenina) war die nach Wladimir Iljitsch Lenin benannte höchste Auszeichnung der Sowjetunion.

## Geschichte
Der Orden wurde am 6. April 1930 durch das Allrussische Zentrale Exekutivkomitee eingeführt und am 5. Mai per Dekret bestätigt. Erstmals vergeben wurde er am 23. Mai an die Redaktion der Komsomolskaja Prawda. Der Leninorden wurde verliehen an:
- Funktionäre für herausragende Leistungen für den Staat,
- Arbeiter für herausragende Arbeitsleistungen,
- Militärs für beispielhaften Einsatz im Dienst und an
- Empfänger der Auszeichnungen Held der Sowjetunion und Held der sozialistischen Arbeit.

Mit ihm wurden Menschen ausgezeichnet, die die Völkerfreundschaft und den Frieden förderten oder der sowjetischen Gesellschaft oder dem Staat herausragende Dienste leisteten. Der Orden wurde auch an Fabriken, Städte, Regionen oder Republiken verliehen. Der Orden konnte an dieselbe Person mehrfach verliehen werden, acht Fälle von elffachen Trägern sind dokumentiert.
Während des Zweiten Weltkriegs wurden etwa 36.000 Orden an Soldaten der Roten Armee sowie alliierter Streitkräfte verliehen, mit weiteren 5.000 wurden Zivilpersonen ausgezeichnet. 500 mal erhielten ihn Institutionen und Einrichtungen.
Der Orden wurde bis zur Auflösung der Sowjetunion (1991) verliehen.
Zumindest 2024 oder 2025 wurde der Orden erneut verliehen, und zwar postum an einen 2024 im Ukrainekrieg gefallenen US-amerikanischen Staatsbürger, der auf Seiten der Russen gekämpft hatte. Während der Verhandlungen mit dem Sondergesandten des amerikanischen Präsidenten Trump, Steve Witkoff, übergab der russische Präsident Wladimir Putin den Orden an Witkoff, damit dieser ihn der Mutter des Gefallenen, der stellvertretenden CIA-Direktorin für Digitale Innovation, Juliane Gallina, aushändigen sollte.

## Beschreibung
Das Ordenszeichen des einklassigen Ordens war ein rundes Medaillon mit einem Porträt des nach links schauenden Lenin, über dem eine rot emaillierte Fahne mit der kyrillischen Inschrift „ЛЕНИН“ (LENIN) schwebte. Das Medaillon war von einem goldenen Ährenkranz umgeben, der links einen kleinen roten Stern und unten das Hammer-und-Sichel-Symbol trug. Der Orden wurde an einer fünfeckigen Spange getragen. Das Band war rot mit beidseitig doppelten goldenen Randstreifen. Das Medaillon war in reinem Gold und das Leninporträt in Platin ausgeführt.
Der Orden beruhte auf einem Modell der Bildhauer Iwan Schadr und Pjotr Tajoschny entsprechend dem Entwurf des Künstlers Iwan Dubassow nach dem Foto Wiktor Bullas, nach dem von Alexei Pugatschow der Prägestempel hergestellt worden war.

## Bekannte Träger
Träger des Leninordens waren unter anderem:
- Bersarin, Nikolai (1904–1945), Stadtkommandant von Berlin
- Bersin, Jan (1889–1938), Chef des sowjetischen Militärgeheimdienstes
- Blücher, Wassili (1889–1938), Marschall der Sowjetunion
- Botwinnik, Michail (1911–1995), Schachweltmeister
- Bykowski, Waleri (1934–2019), Kosmonaut
- Castro, Fidel (1926 oder 1927–2016), kubanischer Staatschef
- Chruschtschow, Nikita (1894–1971), Politiker
- Dickel, Friedrich (1913–1993), Minister des Innern der DDR, Politiker der SED
- Dolina, Marija (1922–2010), Pilotin
- Dowschenko, Oleksandr (1894–1956), ukrainischer Regisseur und Schriftsteller
- Dschanaschia, Simon (1900–1947), georgischer Historiker
- Emanuel, Nikolai (1915–1984), Chemiker
- Feuerstein, Dieter W. (* 1955), Mitarbeiter der DDR-Auslandsspionage Hauptverwaltung A
- Florakis, Charilaos (1914–2005), Generalsekretär der Kommunistischen Partei Griechenlands
- Gagarin, Juri (1934–1968), erster Mensch im Weltraum
- Gapurow, Muhammetnazar (1922–1999), Generalsekretär der Turkmenischen SSR
- Gilels, Emil (1916–1985), Pianist (dreifach)
- Golowko, Arseni (1906–1962), Admiral der Nordflotte im Zweiten Weltkrieg
- Gorbatschow, Michail (1931–2022), Politiker (dreifach)
- Gorki, Maxim (1868–1936), Schriftsteller
- Gorkowski Awtomobilny Sawod (GAZ), sowjetischer Automobilkonzern
- Grisodubowa, Walentina (1909–1993), Fliegerin
- Grotewohl, Otto (1894–1964), ehemaliger Politiker der SPD, später Ministerpräsident der DDR als SED-Mitglied
- Gurewitsch, Michail (1893–1976), Flugzeugbauer
- Hall, Gus (1910–2000), US-amerikanischer Politiker der Kommunistischen Partei der USA
- Hammer, Armand (1898–1990), US-amerikanischer Industrieller und Kunstsammler
- Hikmet, Nazim (1902–1963), türkischer Dichter
- Honecker, Erich (1912–1994), Vorsitzender des Staatsrats der DDR
- Jähn, Sigmund (1937–2019), erster Deutscher im All
- Jaschin, Lew (1929–1990), Fußballtorwart
- Lominadse, Bessarion (1897–1935), Vorsitzender der transkaukasischen KP
- Kalaschnikow, Michail (1919–2013), Entwickler des Sturmgewehrs AK-47
- Kantaria, Meliton (1920–1993), Feldwebel, der angeblich die Siegesfahne auf dem Berliner Reichstagsgebäude hisste
- Kapiza, Pjotr (1894–1984), Physiker
- Kim, Il Sung (1912–1994), Präsident Nordkoreas (dreifach: 1972, 1978 und 1987)
- Lyssenko, Trofim (1898–1976), Wissenschaftler
- Maksutow, Dmitri (1896–1964), Optiker
- Mala, Ljubow (1919–2003), Medizinerin
- Mercader, Ramón (1913–1978), Mörder Leo Trotzkis
- Michalkow, Sergei (1913–2009), Autor des Textes der sowjetischen und russischen Hymne
- Mikojan, Artjom (1905–1970), Flugzeugbauer
- Papanin, Iwan (1894–1986), Leiter der ersten sowjetischen Nordpolexpedition
- Philby, Kim (1912–1988), britischer Geheimagent
- Popow, Oleg (1930–2016), Clown und Pantomime
- Prawda, sowjetische Zeitung
- Raschidow, Scharaf (1917–1983), usbekischer Politiker und Schriftsteller (zehnfach)
- Riehl, Nikolaus (1901–1990), russisch-deutscher Atomphysiker
- Rodnina, Irina (* 1949), Eiskunstläuferin
- Rokossowski, Konstantin (1896–1968), Marschall im Zweiten Weltkrieg
- Saizew, Wassili (1915–1991), Scharfschütze während des Zweiten Weltkrieges
- Salkind, Rosalija (1876–1947), Politikerin (zweifach)
- Sarubin, Wassilij (1894–1972), Geheimdienstoffizier
- Scholochow, Michail (1905–1984), Schriftsteller und Nobelpreisträger
- Schukow, Georgi (1896–1974), Marschall im Zweiten Weltkrieg (sechsfach)
- Stalin, Josef (1878–1953), Politiker (dreifach)
- Tereschkowa, Walentina (* 1937), erste Frau im Weltraum
- Thiessen, Peter Adolf (1899–1990), deutscher Chemiker
- Timaschuk, Lidija (1898–1983), Ärztin, für das Aufdecken der angeblichen Ärzteverschwörung
- Tito, Josip Broz (1892–1980), Staatspräsident und Marschall Jugoslawiens
- Ulbricht, Walter (1893–1973), Vorsitzender des Staatsrats der DDR
- Ustinow, Dmitri (1908–1984), Marschall der Sowjetunion (elffach)